# 울산광역시농수산물도매시장관리사업소
울산광역시농수산물도매시장관리사업소(蔚山廣域市農水産物都賣市場管理事務所)는 농수산물의 원활한 유통을 위하여 위하여 설치된 울산광역시 소속기관이다.

## 같이 보기
- 울산광역시